# کارمن نارانجو
کارمن نارانجو (انگلیسی: Carmen Naranjo; ۳۰ ژانویهٔ ۱۹۲۸ – ۴ ژانویهٔ ۲۰۱۲)  شاعر، نویسنده، سیاستمدار، و دیپلمات اهل کاستاریکا بود.
وی همچنین برندهٔ جوایزی همچون صلیب بزرگ از نشان مدنی آلفونسو ایکس حکیم شده است.

## زندگی‌نامه
نارانجو در شهر کارتاگو، مرکز استان کارتاگو، در کاستاریکا متولد شد. او تحصیلات ابتدایی خود را در همان‌جا و تحصیلات متوسطه را در Colegio Superior de Señoritas (مدرسه عالی بانوان) گذراند.
نارانجو تحصیلات خود را دردانشگاه ادامه داد و به اخذ مدرک لیسانس در رشته لغت‌شناسی از دانشگاه کاستاریکا نائل آمد. او سپس تحصیلات تکمیلی خود را در دانشگاه مستقل ملی مکزیک و دانشگاه آیووا در آمریکا دنبال کرد. در سالهای بعد او چند پست دولتی از جمله وزارت فرهنگ را نیز عهده‌دار شد.

## فعالیت‌ سیاسی
در دهه ۱۹۷۰ نارانجو در مقام سفیر کاستاریکا در اسرائیل کار کرد. او همچنین بین سالهای ۱۹۷۴ تا ۱۹۷۶ وزیر فرهنگ کشورش بود. او مؤلف سیستم تأمین اجتماعی کاستاریکا بود. در سال ۲۰۰۵ نارانجو وارد گالری زنان کاستاریکا ( La Galería de las Mujeres de Costa Rica ) شد.

## فعالیت ادبی
پس از مدتی کار برای سازمان ملل متحد در ونزوئلا، نارانجو در سال ۱۹۶۴ به کاستاریکا بازگشت و در آنجا حرفه ادبی او شروع به اوج گرفتن کرد. او در یک کارگاه نویسندگی به رهبری لیلیا راموس (مقاله‌نویس اهل کاستاریکا)، شروع به خواندن آثار نویسندگان آمریکای لاتین مانند کارلوس فوئنتس، خوان رولفو، خورخه لوئیس بورخس، و اکتاویو پاز کرد و اولین مجلدات شعر خود را با نام‌های Hacia tu isla (1964 a6oscur) و Misascur منتشر کرد. او اولین رمان خود را با نام Los perros no ladraron در سال ۱۹۶۶ منتشر کرد و در سال ۱۹۶۸ دو رمان دیگر او Memorias de un hombre de palabra و Camino al mediodía منتشر شد: موفقیتی که او از سه رمان اولش به دست آورد، یک فرصت بین‌المللی برای حرفه و شهرت ادبی او باز کرد. نارانجو پس از پذیرش دعوت به دانشگاه آیووا در ایالات متحده، یک سال را در سال ۱۹۶۹ در کارگاه نویسندگان آیووا گذراند و در آنجا رمان بعدی خود را به نام Diario de una multitud (منتشر شده در ۱۹۷۴) به پایان رساند. 